# خاتم حديدي
الخاتم الحديدي هو خاتم يرتديه العديد من المهندسين الكنديين الخريجين، كرمز وتذكير بالالتزامات والأخلاق المرتبطة بمهنتهم. يُقَدَّم الخاتم لخريجي الهندسة في حفل خاص يُعرف بطقس استدعاء المهندس.   نشأ مفهوم الطقس والخواتم من HET Haultain في عام 1922، بمساعدة من روديارد كبلينغ، الذي صاغ الطقس بناءً على طلب Haultain.  

## الرمزية
الخاتم يرمز إلى فخر المهندسين في مهنتهم، وفي نفس الوقت يذكرهم بتواضعهم. يعمل الخاتم بمثابة تذكير للمهندس والآخرين بالتزام المهندس بالعيش وفقًا لمستوى عالٍ من السلوك المهني. ومع ذلك، فإن الخاتم ليس رمزًا للتأهل كمهندس ؛ يتم تحديد المؤهلات الهندسية من قبل هيئات الترخيص الإقليمية والإقليمية. 

## تاريخ
بدأت فكرة الخاتم الحديدي من HET Haultain، أستاذ هندسة التعدين بجامعة تورنتو. في 25 يناير 1922، اقترح Haultain أن يؤدي المهندسون يمينًا أخلاقيًا.  من عام 1922 إلى عام 1925، تم تنظيم الهيكل الذي سيدير القسم و عُرف باسم مؤسسة الحراس السبعة، وقد تم تسمية المنظمة تكريما لأول سبعة رؤساء للجمعية الكندية للمهندسين المدنيين. 
كتب نص المراسم الشاعر الإنجليزي روديارد كيبلينج، بناءً على طلب هولتين. طلب Haultain من Kipling تأليف الدعوة جزئياً بسبب قصيدة Kipling "أبناء مارثا "، التي أشادت بالمهندسين.  سعت دعوة كيبلينج إلى التأكيد على مسؤوليات المهندس، وتأكيد مسئوليتهم عن "عدم المعاناة من الآن فصاعدًا أو تجاوزها ، أو الإلمام بتجاوز المصنعية السيئة أو المواد المعيبة".  وأكدت دعوة كيبلينج أيضًا أن المهندس يجب ألا يضر بعمله، على الرغم من الضغوط الخارجية. وكانت ايضاً دعوة للوحدة المهنية بين المهندسين. 
في 25 أبريل 1925، أدار Haultain أول طقس تسمية مهندس في نادي الجامعة في مونتريال.   أقيمت طقوس ثانية في تورنتو في 1 مايو 1925.  تُمنح الحلقات الحديدية للمهندسين أثناء المراسم، في إشارة إلى "شرفهم والحديد البارد"، وهي عبارة مستخدمة في الدعوة.  هناك أسطورة تقول أن الدفعة الأولى من الحلقات الحديدية كانت مصنوعة من عوارض جسر كيبيك الأول، وهو جسر انهار أثناء البناء في عام 1907 بسبب سوء التخطيط والتصميم من قبل المهندسين المشرفين.    ومع ذلك، فإن الدفعة الأولى من حلقات الحديد تم إنتاجها بالفعل من قبل قدامى المحاربين في الحرب العالمية الأولى في مستشفى كريستي ستريت العسكري في تورنتو. 
نظر الحراس بدايةَ في توسيع الطقوس إلى الولايات المتحدة، إلّا انهم حكموا لاحقًا ضد التوسع، خوفًا من فقدان السيطرة على الطقوس.  بُذلت جهود لتأمين السيطرة على الطقوس في عام 1935، عندما كان الالتزام محميًا بحقوق الطبع والنشر، وتم تأسيس مؤسسة الحراس السبعة رسميًا في عام 1938. 

## تصميم

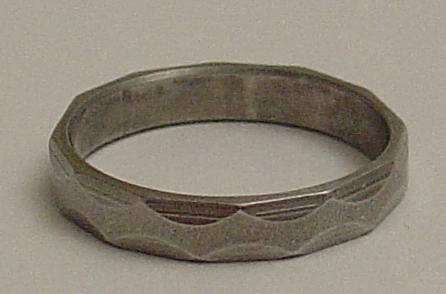
صُمِّمَ الخاتم الحديدي بأوجه على السطح الخارجي.

الخاتم الحديدي مصنوع من الحديد أو الفولاذ المقاوم للصدأ.  من المفترض أن يتم ارتداؤه على الإصبع الصغير لليد العاملة (المهيمنة).  هناك ، تعمل الوجوه كتذكير حاد بواجب المرء أثناء عمل المهندس ، لأنه يمكن أن يٍٍُجَر على سطح الكتابة أثناء قيام المهندس بالرسم أو الكتابة.  وينطبق هذا بشكل خاص على المهندسين الملتزمين حديثًا، والذين تحمل خواتمهم جوانب حادة غير ملبسة. يفرض البروتوكول إعادة الخواتم من قبل المهندسين المتقاعدين أو عائلات المهندسين المتوفين. تقدم بعض المعسكرات خواتم إلزامية أو "مجربة" سابقًا، لكنها أصبحت نادرة الآن بسبب المضاعفات الطبية والعملية.
الخاتم الحديدي صغير الحجم ومقلل من الأهمية، وقد تم تصميمه كتذكير دائم، بدلاً من كونه قطعة مجوهرات. تم طرق الحلقات يدويًا في الأصل بسطح خارجي خشن. تشترك الحلقة الآلية الحديثة في تصميم مماثل كتذكير بالعملية اليدوية. تم نحت اثني عشر وجهًا نصف دائري في الجزء العلوي والسفلي من السطح الخارجي، مع إزاحة مجموعتي الأوجه بالتناوب بمقدار خمسة عشر درجة.

## حفل التقديم

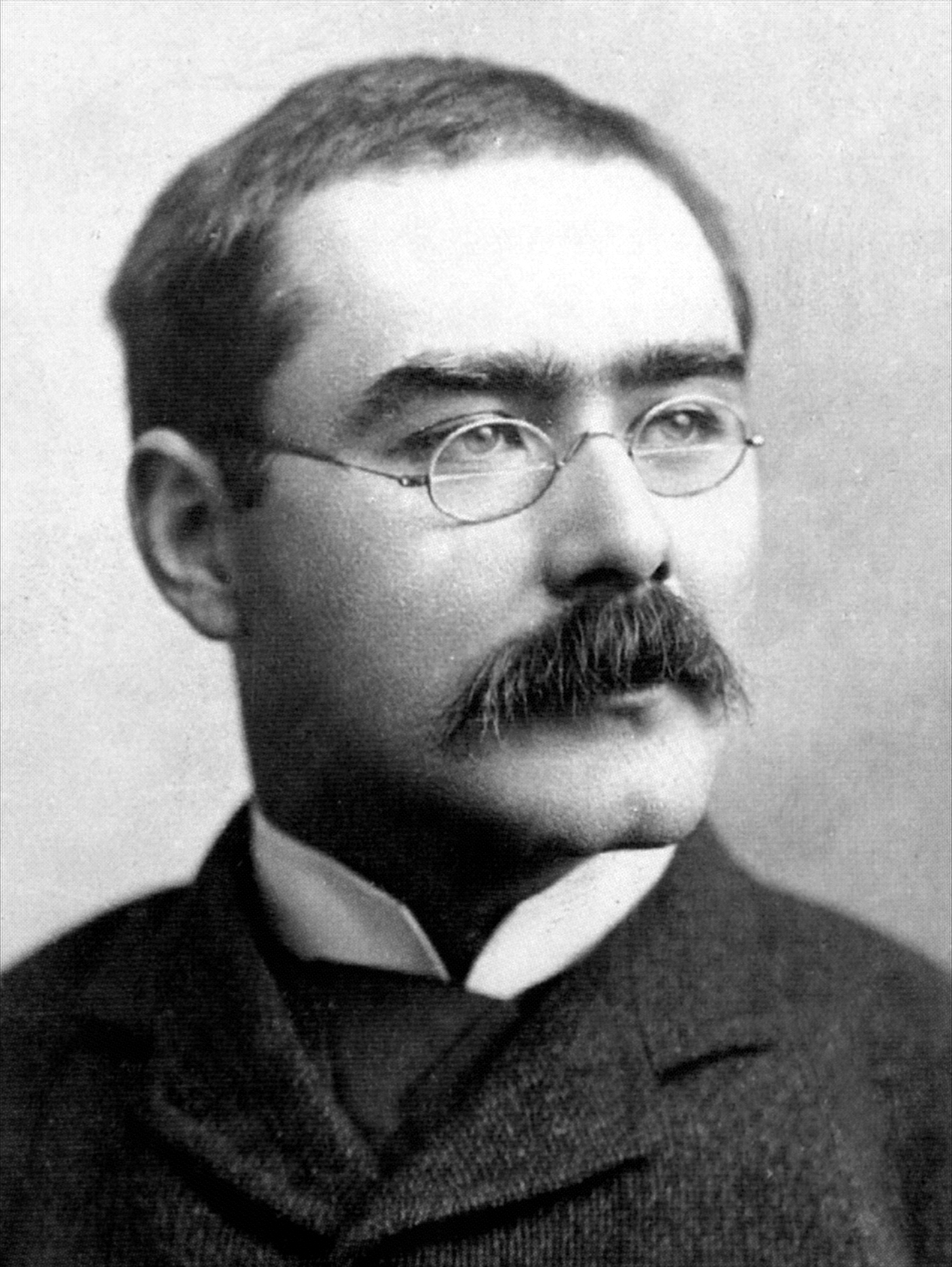
قام روديارد كيبلينج بتأليف طقوس استدعاء مهندس في عام 1922، بناءً على طلب Haultain.

طقوس استدعاء المهندس هي الحفل الذي يشارك فيه المهندسون المتخرجون في "الدعوة"، ويستلمون خواتم الحديدية الخاصة بهم. تهدف الطقوس إلى استدعاء الالتزام الأخلاقي والأخلاقي والمهني للمهندس، مع توفير الخاتم كتذكير بهذا الالتزام. الاحتفالات هي شؤون خاصة بدون دعاية. يتم توجيه الدعوات للحضور إلى خريجي الهندسة المحليين والمهندسين المحترفين من قبل أولئك الذين من المقرر أن يشاركوا. وجهت بعض الجامعات دعوة لحضور الحفل لأي شخص في مهنة الهندسة؛ ومع ذلك، لا يُسمح للمهندسين الذين لم يخضعوا لهذه الطقوس بالمشاركة فيها. يختار بعض المهندسين المتخرجين الحصول على خاتم يمر من قريب أو مرشد، مما يضفي على الحفل لمسة شخصية.
يتم تقديم الخواتم خلال الحفل الذي أقيم في جامعات فردية، حيث تم تخصيص واحد من 28 معسكرًا تابعًا لمؤسسة الحراس السبعة. نظرًا لأن الحديد يتلف محولاً لون الإصبع إلى اللون الأسود وجاعلاً الخاتم أكثر ملاءمة، فقد توقفت جميع المعسكرات باستثناء تورنتو عن منح الخواتم المصنوعة من الحديد وتحولت إلى خواتم الفولاذ المقاوم للصدأ. في معسكر تورنتو، تستمر الاحتفالات الفردية التي تُقام في جامعة تورنتو وجامعة تورنتو متروبوليتان ومعهد جامعة أونتاريو للتكنولوجيا وجامعة يورك في تزويد المستلمين بخيارات من الخواتم المصنوعة من الحديد أو الفولاذ المقاوم للصدأ.

## ممارسات مماثلة
بناءً على نجاح الخاتم الحديدي في كندا، تم إنشاء برنامج مشابه في الولايات المتحدة، حيث تم إنشاء وسام المهندس  في عام 1970. تجري المنظمة احتفالات مماثلة في عدد من الكليات الأمريكية ، حيث يوقع المستلم على "التزام المهندس"  ويتلقى خاتم مهندس من الفولاذ المقاوم للصدأ (والذي على عكس الخواتم الحديدية الكندية، يمكن أن يكون سلسًا وغير ذو جوانب ). أقيم أول حفل من هذا القبيل في 4 يونيو 1970 ، في جامعة ولاية كليفلاند تحت إشراف لويد تشانسي. 
خاتم NTH هو خاتم تمنحه الجامعة النرويجية للعلوم والتكنولوجيا لخريجي ماجستير العلوم في الهندسة المعمارية أو البرامج الهندسية.